# Министр жилищного строительства и городского развития США
Министр жилищного строительства и городского развития США (англ. United States Secretary of Housing and Urban Development) — глава министерства жилищного строительства и городского развития США, член кабинета США, и тринадцатый в линии наследования президентских полномочий. Должность создана 9 сентября 1965 в соответствии с Законом США о жилищном строительстве и городском развитии, подписанным президентом Л.Джонсоном. Основной задачей министерства является увеличение числа домовладений, поддержка развития местных сообществ и расширение доступа к жилью, свободному от дискриминации.
Министерство жилищного строительства и городского развития стало первым, которое возглавил афроамериканец — Роберт Вивер, а также первым, которое возглавила женщина-афроамериканка — Патрисия Харрис.

## Список министров жилищного строительства и городского развития США
Партия
 Демократическая           
 Республиканская     
Статус
 Исполняющий обязанности министра     
| No.   | Портрет       | Министр           | Штат проживания | Пребывание в должности                                                 | В подчинении президента | В подчинении президента |
| ----- | ------------- | ----------------- | --------------- | ---------------------------------------------------------------------- | ----------------------- | ----------------------- |
| 1     |               | Роберт Вивер      | Нью-Йорк        | 18 января 1966 — 18 декабря 1968                                       |                         | Линдон Джонсон          |
| 2     |               | Роберт Вуд        | Массачусетс     | 7 января 1969 — 20 января 1969                                         |                         | Линдон Джонсон          |
| 3     |               | Джордж Ромни      | Мичиган         | 22 января 1969 — 20 января 1973                                        |                         | Ричард Никсон           |
| 4     |               | Джеймс Линн       | Огайо           | 2 февраля 1973 — 5 февраля 1975                                        |                         | Ричард Никсон           |
| 4     | Джеральд Форд | Джеймс Линн       | Огайо           | 2 февраля 1973 — 5 февраля 1975                                        |                         |                         |
| 5     |               | Карла Хиллс       | Калифорния      | 10 марта 1975 — 20 января 1977                                         |                         |                         |
| 6     |               | Патрисия Харрис   | Округ Колумбия  | 23 января 1977 — 10 сентября 1979                                      |                         | Джимми Картер           |
| 7     |               | Мун Лэндрю        | Луизиана        | 23 сентября 1979 — 20 января 1981                                      |                         | Джимми Картер           |
| 8     |               | Сэмюель Пирс      | Нью-Йорк        | 23 января 1981 — 20 января 1989                                        |                         | Рональд Рейган          |
| и. о. |               | Д.М.Дорси         |                 | 20 января 1989 — 13 февраля 1989                                       |                         | Джордж Буш-старший      |
| 9     |               | Джек Кемп         | Нью-Йорк        | 13 февраля 1989 — 20 января 1993                                       |                         | Джордж Буш-старший      |
| 10    |               | Генри Сиснерос    | Техас           | 22 января 1993 — 20 января 1997                                        |                         | Билл Клинтон            |
| 11    |               | Эндрю Куомо       | Нью-Йорк        | 29 января 1997 — 20 января 2001                                        |                         | Билл Клинтон            |
| и. о. |               | У.С.Апгар         |                 | 20 января — 24 января 2001                                             |                         | Джордж Буш-младший      |
| 12    |               | Мел Мартинес      | Флорида         | 24 января 2001 — 12 декабря 2003                                       |                         | Джордж Буш-младший      |
| 13    |               | Альфонсо Джексон  | Техас           | 12 декабря 2003 — 1 апреля 2004 (и. о.) 1 апреля 2004 — 18 апреля 2008 |                         | Джордж Буш-младший      |
| и. о. |               | Рой Бернарди      | Нью-Йорк        | 18 апреля 2008 — 4 июня 2008                                           |                         | Джордж Буш-младший      |
| 14    |               | Стив Престон      | Иллинойс        | 4 июня 2008 — 20 января 2009                                           |                         | Джордж Буш-младший      |
| и. о. |               | Брайан Монтгомери |                 | 20 января 2009 — 26 января 2009                                        |                         | Барак Обама             |
| 15    |               | Шон Донован       | Нью-Йорк        | 26 января 2009 — 28 июля 2014                                          |                         | Барак Обама             |
| 16    |               | Хулиан Кастро     | Техас           | 28 июля 2014 — 20 января 2017                                          |                         | Барак Обама             |
| и. о. |               | Крейг Клемменсен  |                 | 20 января 2017 — 2 марта 2017                                          |                         | Дональд Трамп           |
| 17    |               | Бен Карсон        | Флорида         | 2 марта 2017 — 20 января 2021                                          |                         | Дональд Трамп           |
| и. о. |               | Мэтт Аммон        |                 | 20 января 2021 — 10 марта 2021                                         |                         | Джо Байден              |
| 18    |               | Марша Фадж        | Огайо           | 10 марта 2021 — 22 марта 2024                                          |                         | Джо Байден              |
| и. о. |               | Адрианна Тодман   |                 | 22 марта 2024 — 20 января 2025                                         |                         | Джо Байден              |
| 19    |               | Скотт Тёрнер      | Техас           | 5 февраля 2025 —                                                       |                         | Дональд Трамп           |